# IC Manage
IC Manageは、設計データおよびIP管理、ビッグデータ解析、高性能コンピューティングソフトウェアを半導体企業、システム企業、IoT企業、そして人工知能IC企業に提供している会社。

## 歴史
IC Manageは2003年にShiv Sikandとディーン・ドレイコによって設立された。
2004年、IC Manage はバージョン管理、コンフィギュレーション管理そしてソフトウェア・バグのトラッキングを可能にする、その商業用設計データ管理ソフトウェア・システムのベータ版を発表した。グラフィックCadence Design Frameworkユーザー・インターフェースを採用したこの設計管理システムはCadenceとOpenAccessデータベースの両方に対応する。これは修正ファイルのみをトラッキングするもので、リビジョンやコンフィギュレーションのメタデータを、設計データとは別の関係データベース内に格納する。
2007年、IC ManageはGlobal Design Platform(GDP)設計データ管理システムを発表した。GDPはICリビジョンや派生物の双方向コンポーネント・トラッキング、複数のローカルとリモート設計サイトにおける構成部品および半導体IPコアのミキシング、マッチング、再使用、また、ディフェクト・トラッキング、および設計者がソフトウェア・バグを報告、修正、あるいは検証したときと同じ状態へのワークスペースの同期化を行う。
2007年、Nvidiaは設計にIC Manageソフトウェアを使って100種類以上のチップを制作した。
2009年、IC Manage のコンテンツ管理ソフトウェアは半導体企業がローカルサイトやリモートサイトを通して設計作業を行うことを可能にする技術の推進力であり、設計作業を他国へアウトソーシングする大きな世界的潮流を代表するものとの評価を受けた。IC Manageのソフトウェアは元となるディレクトリ組織から設計データを取り込むワークスペースを創り出す。
2011年、Deepchip.comはIC ManageのIP Central(IP Pro)をDesign Automation Conference(設計自動化会議)で第一に取り上げるべき項目として位置付けている。
2010 年から2014年まで、IC Manageはアナリスト会社GarySmith EDAから毎年発表される「What to See at DAC」リストに掲載されてきた(2010年はEnterprise Tools、 2011年は設計管理、 2012年と2013年はDesign Debug、 2014年はEnterprise Toolsの各部門)。
2014年、IC Manageは北米で最も成長の速い技術、メディア、通信、生命科学、およびクリーン・テクノロジーの各企業を格付けするDeloitte Fast 500の中の1社に選ばれた。IC Manageは 2008年から2012年の4年間で178パーセントの成長を遂げている。
2015年、Design Automation Conference (デザインオートメーションカンファレンス、DAC)の参加者によってIC Manage Envision Design Progress Analyticsがカンファレンスの1位に選出される。
2016年、Design Automation Conferenceの参加者によってソフトウェアアプリケーションアクセレレータ製品が評価され、IC Manageがカンファレンスの3位に選出される。

## 製品
- Global Design Platform(GDP)-2007年4月、IC ManageはGlobal Design Platform(GDP)設計データ管理システムを発表した[4]。
- IP Central/IP Pro-2011年6月、同社は内部やサードパーティIPのパブリッシング、共有、および統合、そしてリビジョン、またバグ依存性追跡を含む、IP再使用のための設計・検証チームに照準を定めたIP Central Platformを発表した[16]。
- IC Manage Views-2012年5月、同社は完全な仮想ワークスペースを表示し、また要求に応じてデータをローカルのファイル・キャッシュへ転送するバージョン認識ファイル・システムであるIC Manage Viewsワークスペース・アクセラレーション・ソフトウェアを発表した[17]。
- IC Manage Envision Design Progress Analytics-2015年5月、同社はプロジェクトの予測と管理を行うためのリアルタイム設計進捗アナリティクスを提供するIC Manage Envision Big Data Predictive Analytics を発表した[18]。
- IC Manage Envision Verification Analytics-2017年12月、同社は特定の設計変更に伴う検証ボトルネックの識別を含めた評価スケジュールの迅速化に即時対応するための企業内リソース分配に役立つIC Manage Envision Verification Analyticsを発表した[19][20]。また、Big Data Labsも発表された[21][22]。
- IC Manage GDP XL-Git-2018年3月、同社はGit APIを含めたハイブリッドバージョン管理を持つ設計およびIP管理システムであるIC Manage GDP XL-Gitを発表した。このハイブリッドシステムは、集中型バージョン管理と分散型バージョン管理を組み合わせたものである[23]。

## 顧客アプリケーション
IC Manageが提供するテクノロジーのアプリケーションは、以下の半導体企業によってカンファレンスの話題に上げられたことがある。
- Broadcom、AMDおよび NvidiaがIP再利用について検討。

- Cambridge Silicon Radio、Broadcom、およびXilinxがIPに基づく設計と検証再利用について検討。
- Juniper、Cypress Semiconductor、およびSpreadtrumがマルチサイト設計、DMマイグレーション、そしてワークスペース迅速化について検討。
- Xilinxが設計進捗に関するビッグデータについて検討。